# Petelia chacoraca
Petelia chacoraca là một loài bướm đêm trong họ Geometridae.